# Кочкильда
Кочкильда — деревня в Ачитском городском округе Свердловской области. Управляется территориальной администрацией посёлка городского типа Ачит.

## География
Деревня располагается на левом берегу реки Каршинка в 9 километрах на северо-восток от посёлка городского типа Ачит.

### Часовой пояс
Кочкильда, как и вся Свердловская область, находится в часовой зоне МСК+2. Смещение применяемого времени относительно UTC составляет +5:00.

## Население
| 2002 | 2010 |
| ---- | ---- |
| 80   | ↘64  |

## Инфраструктура
Деревня разделена на четыре улицы: Новая, Потамская, Русскопотамская, Центральная.